# Radlje ob Dravi
 Radlje ob Dravi  (tiếng Đức: Mahrenberg) là một khu tự quản của Slovenia. Radlje ob Dravi có diện tích 93,9 km2, dân số là 6148 người (năm 2002). Nó nằm trong khu vực truyền thống Styria, nhưng thuộc khu vực thống kê Koroška. Khu định cư nằm trên gò đất bên tả ngạn của sông Drava.
Nơi này có Nhà thờ chính tòa Thánh Micae thuộc về Tổng giáo phận Maribor. Nó là một nhà thờ theo kiến trúc Gothic từ thế kỷ 15 đã được thiết kế lại trong đầu thế kỷ 18 theo phong cách Baroque.
Một tòa nhà theo phong cách ở rìa tây của đô thị này từng là một tu viện Dominica. Được thiết lập năm 1251. Sau khi hoàng đế Joseph II tước quyền sở hữu của các tu viện, những nhà thờ tu viện Truyền Tin của Đức Mẹ Maria đã bị phá bỏ.
Cầu thủ bóng đá Robert Koren sinh ra ở đây.